# HIST1H2BO
HIST1H2BO‏ (Histone cluster 1 H2B family member o) هوَ بروتين يُشَفر بواسطة جين HIST1H2BO في الإنسان.